# Microcrambus laurellus
Microcrambus laurellus là một loài bướm đêm trong họ Crambidae.